# Settore secondario

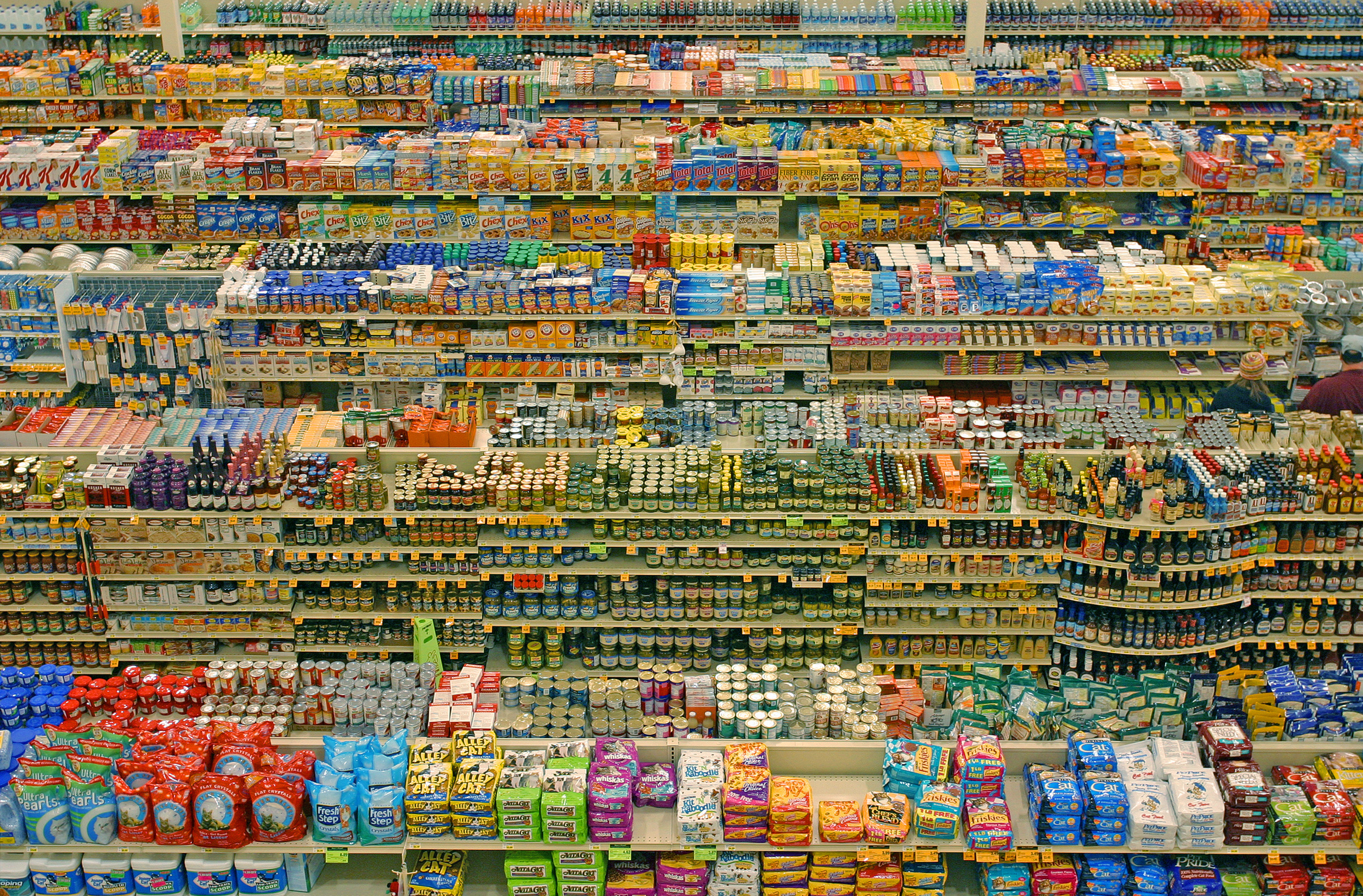
Industria alimentare

In economia, il settore secondario è quello che comprende tutte le  attività manifatturiere, ovvero l'industria nei suoi sottosettori, volte alla trasformazione delle materie prime già sfruttate dal settore primario in beni o prodotti finiti a valore aggiunto, immessi poi nel mercato a favore del consumatore finale. Di esso si occupa il ramo della politica economica noto come politica industriale.

## Descrizione

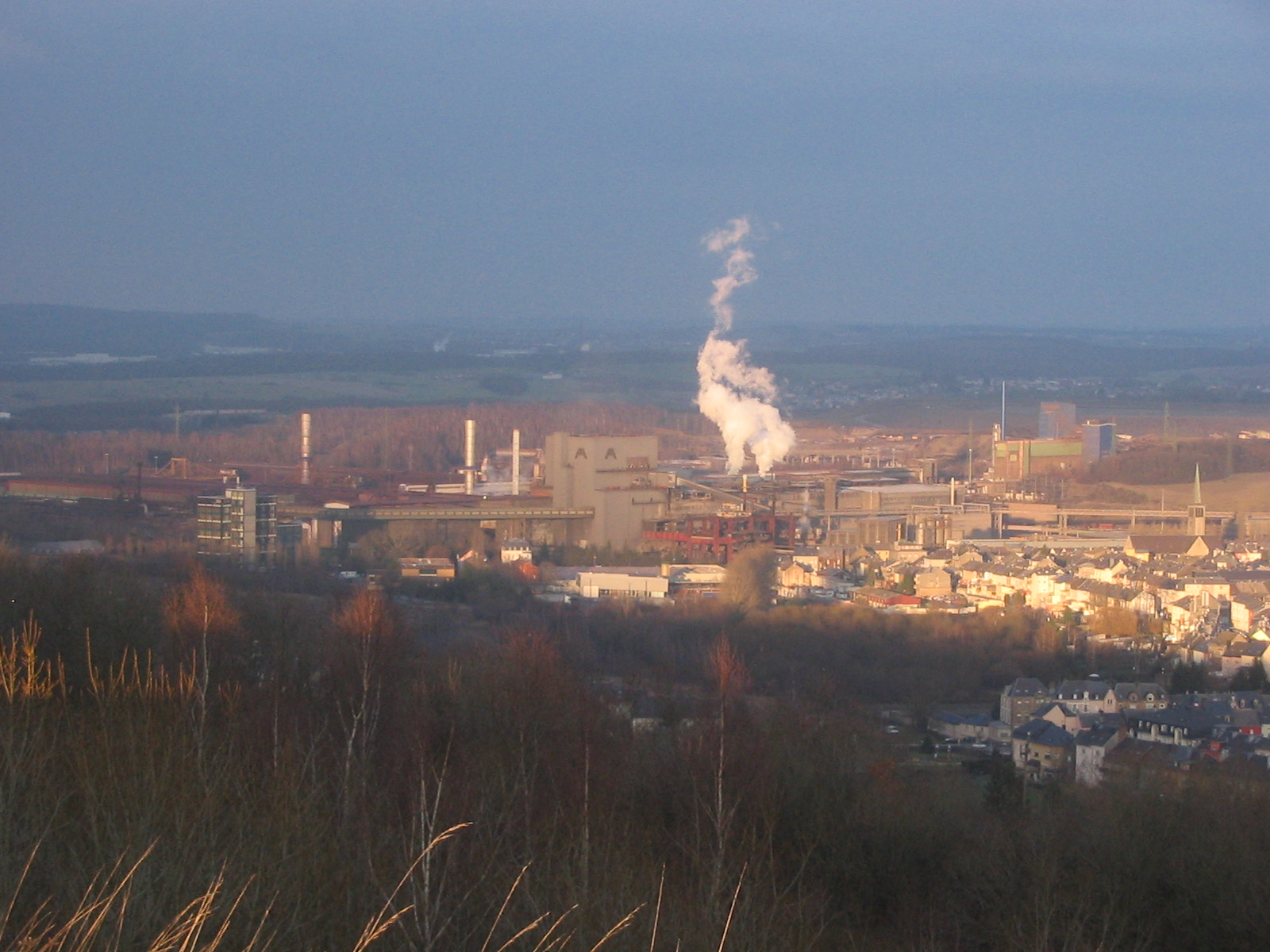
Industria siderurgica

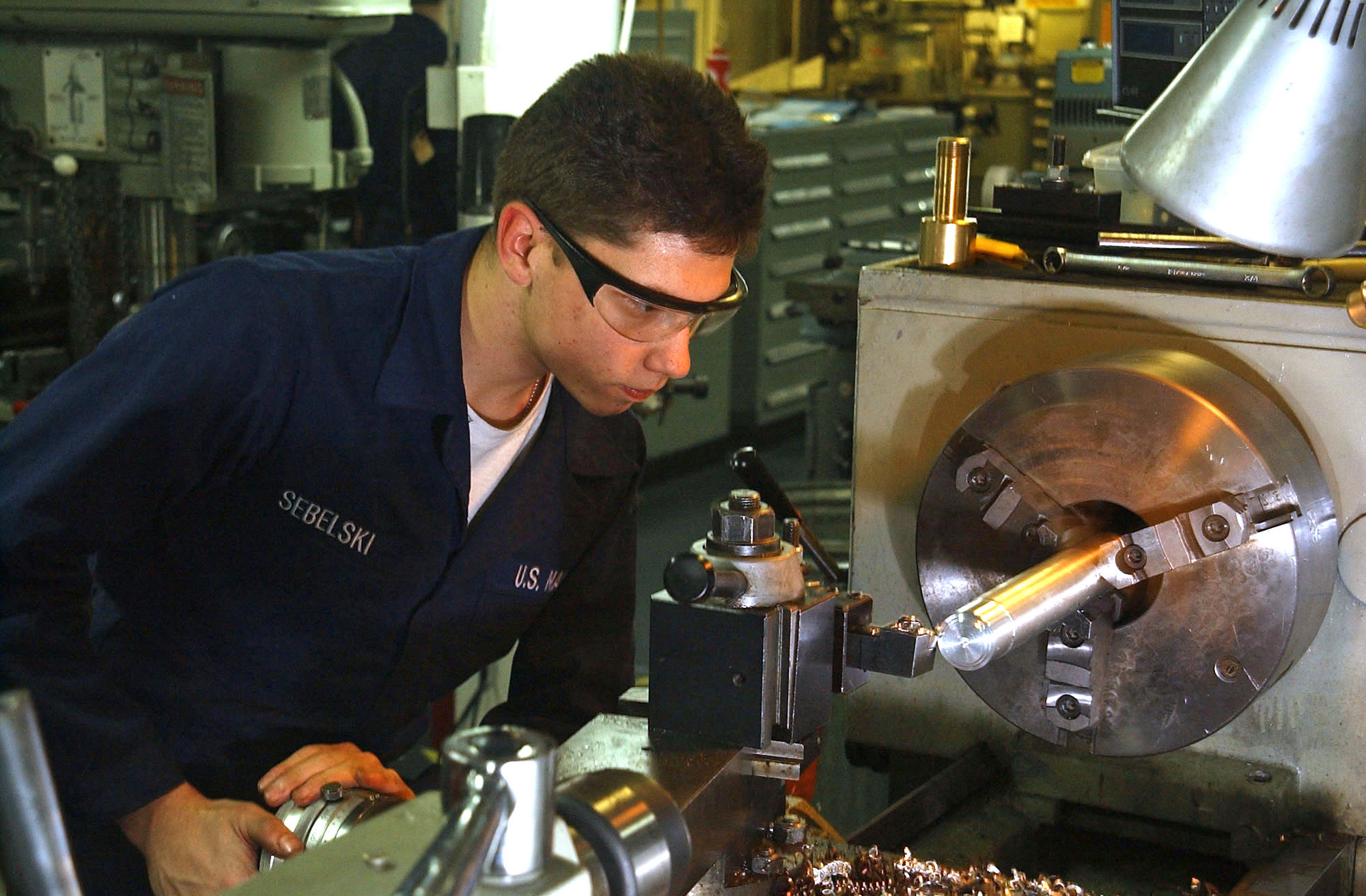
Industria metalmeccanica

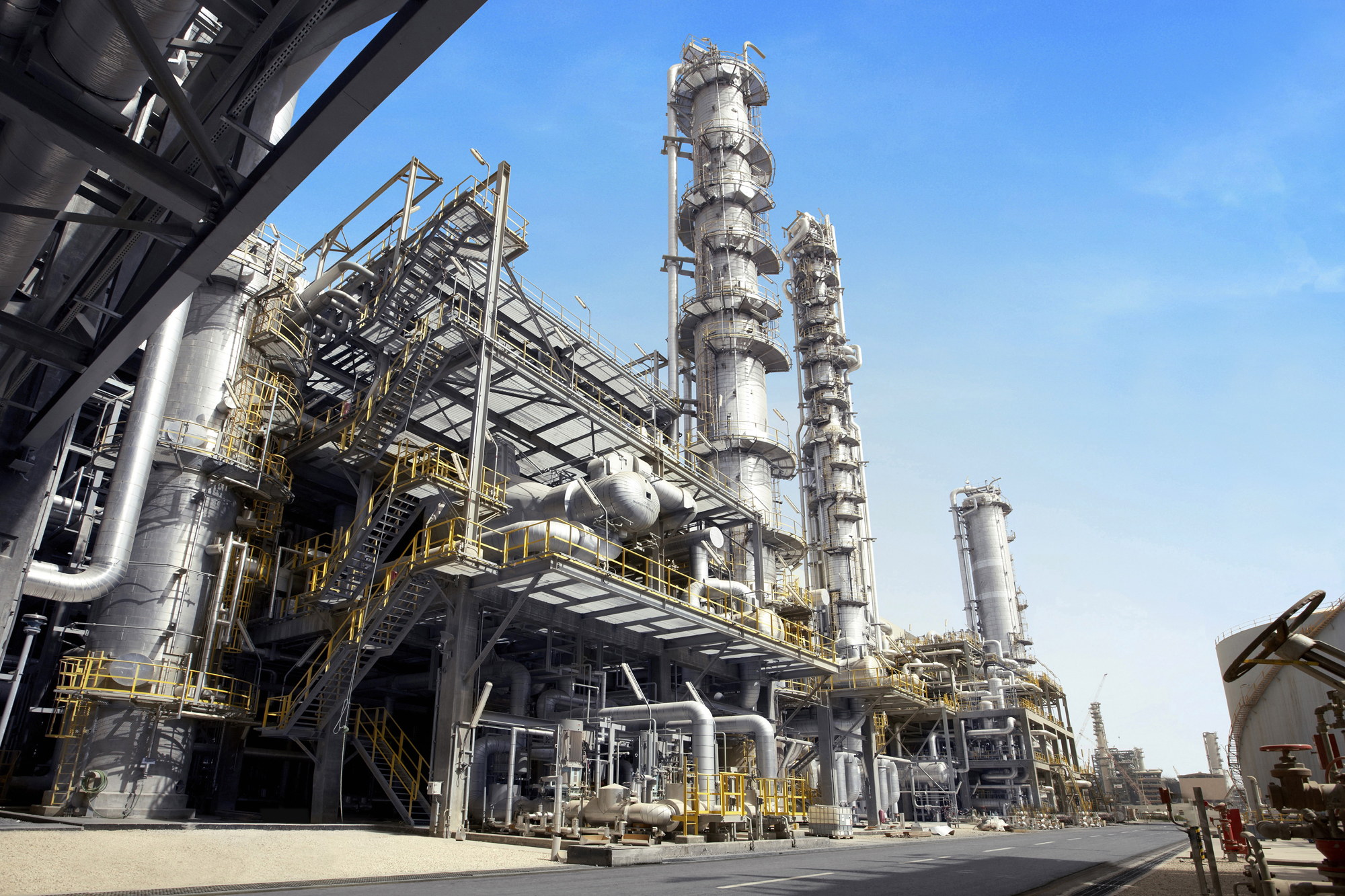
Industria petrolchimica

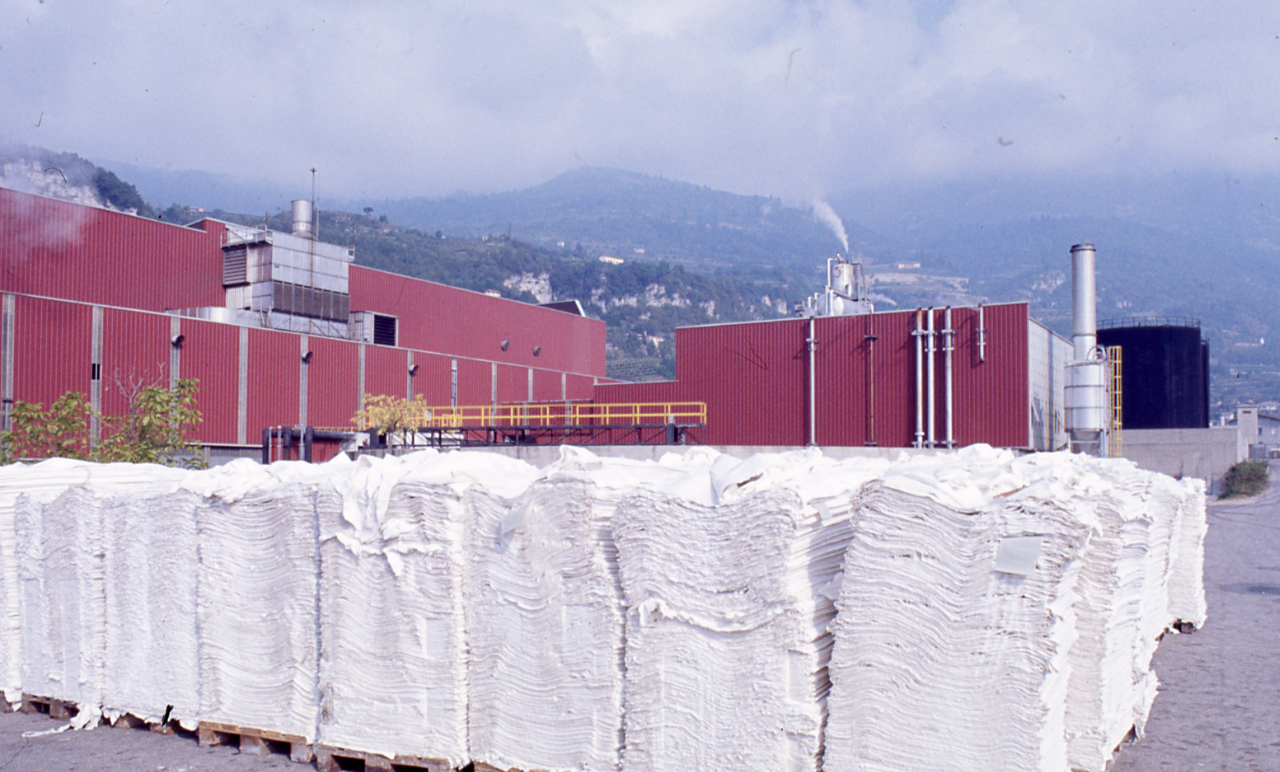
Industria cartaria

Il settore secondario va incontro a bisogni considerati, in qualche modo, come secondari rispetto a quelli cui va incontro il settore primario. Secondo la teoria di alcuni economisti, nel corso del suo sviluppo tecnologico, la società tende a lasciare dietro di sé lo stadio di economia agraria non appena ha assicurato il soddisfacimento dei bisogni primari: una volta raggiunta questa garanzia, essa concentrerà i suoi sforzi in attività di altri tipi. La nascita dei vari sottosettori industriali accompagna da sempre lo sviluppo della società moderna a partire dalle rivoluzioni industriali.
Molte volte, un'economia particolarmente attiva nel settore secondario è semplicemente impegnata nella lavorazione dei prodotti del settore primario, altre volte si dedica ad attività completamente indipendenti dal primario. Inoltre nei paesi più sviluppati il settore secondario è caratterizzato dall'utilizzo di macchinari a sempre più elevato contenuto tecnologico, che richiedono una sempre minore quantità di manodopera.
Appartengono al settore secondario le industrie di ogni tipo (manifatturiera, chimica, tessile, farmaceutica, agroalimentare, metallurgica, meccanica, energia), l'edilizia, l'artigianato e la metallurgia, specializzato nella lavorazione di metalli. 
Il settore chimico si occupa della produzione di sostanze impiegate nelle altre attività industriale, uno delle quali è la plastica. L'industria metalmeccanica si occupa della produzione di veicoli, automobili e macchinari pesanti. L'industria tessile è specializzata nella produzione dei tessuti e dei capi di abbigliamento. L'industria agroalimentare si occupa della trasformazione dei prodotti agricoli in prodotti alimentari per la grande distribuzione. Nel settore edile sono comprese tutte le attività di costruzione degli edifici, degli impianti e delle infrastrutture (strade, ferrovie, e via così.). 

### Produzione industriale

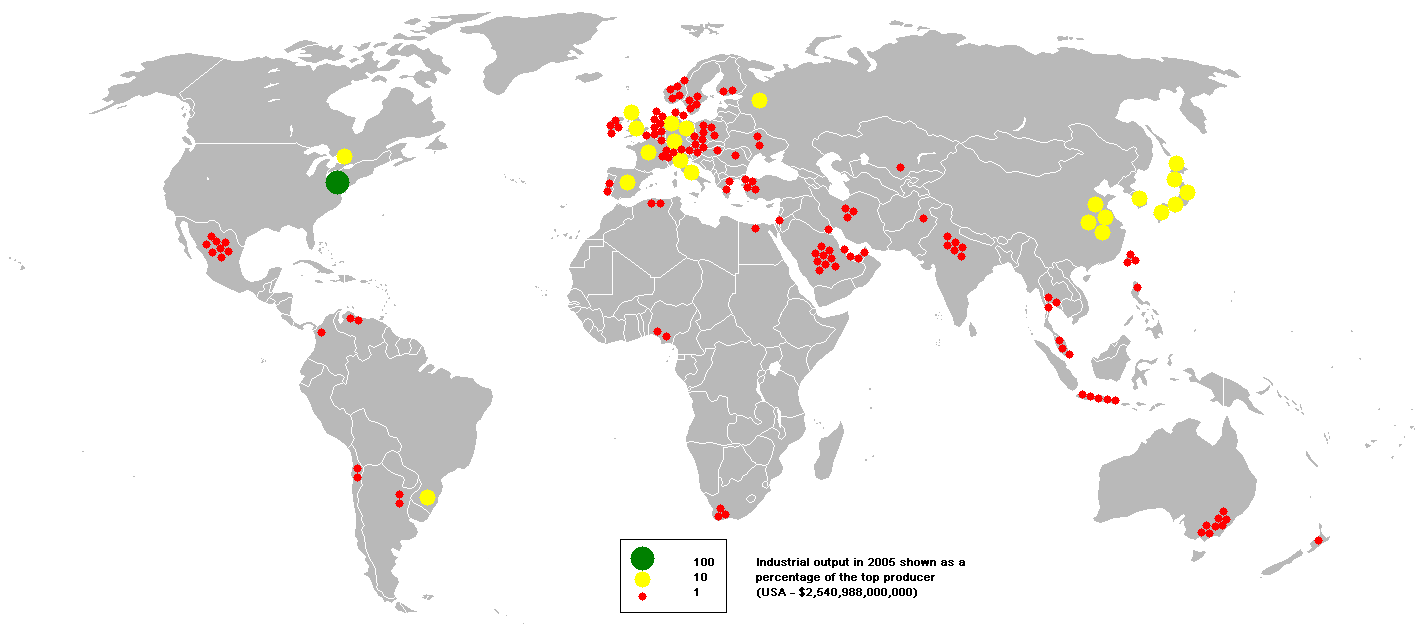
Produzione industriale nel 2005

### Settori industriali
- industria alimentare
- industria mineraria
- industria metallurgica
- Industria siderurgica
- industria metalmeccanica
- industria della difesa
- industria petrolchimica
- industria cartaria
- industria delle costruzioni
- industria manifatturiera
- industria automobilistica
- industria farmaceutica
- industria tessile
- industria chimica
- industria elettronica
- industria ICT